# سامی الصلح
سامی الصلح (انگلیسی: Sami as-Solh؛ ۱۸۸۷ – ۱۹۶۸) یک سیاست‌مدار اهل لبنان بود. 